# Malaia toraja
Malaia toraja är en skalbaggsart som beskrevs av Miyake 2000. Malaia toraja ingår i släktet Malaia och familjen Rutelidae. Inga underarter finns listade i Catalogue of Life.